# Sarafán

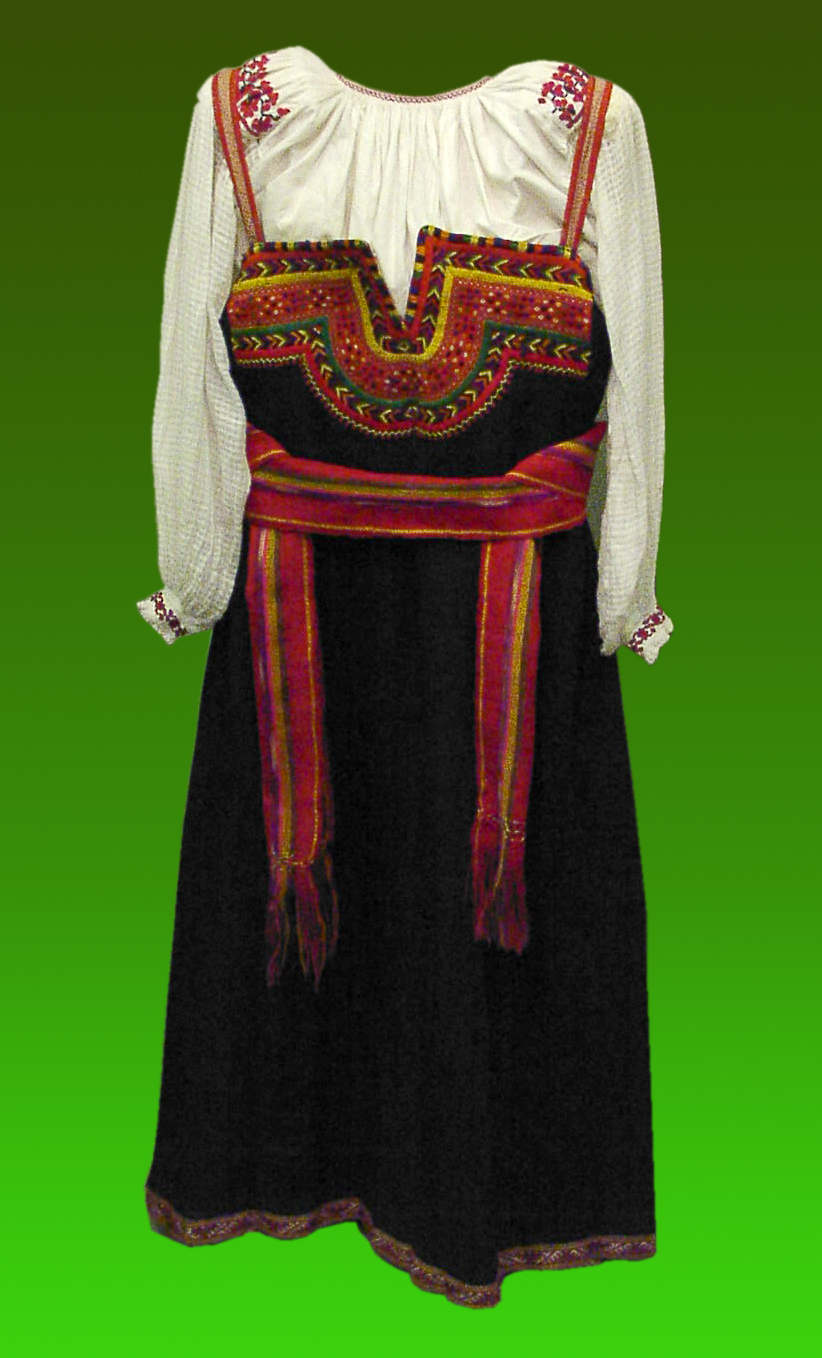
Tradiční kroj (včetně sarafánu) ze Bělgorodské oblasti

Sarafán (rusky сарафан, sarafan; z perského sеrāрā) je tradiční ruský venkovský národní oděv (kroj) bez rukávů, oblékaný ženami a dívkami. Jde o jednodílný šat, jehož nejdelší část tvoří sukně, dále střední část, občas opticky oddělena páskem nebo nošena s korzetem, a vrch šatů spojují pouze (tenčí či širší) „ramínka“. K sarafánu se nosily nadýchané bílé nebo zdobené bavlněné halenky a případně krátké korzety. K běžnějším sarafánům ženy nosily prosté zástěry.
Nejčastěji byly prosté černé, s květinovými nebo kostkovanými vzory – ty byly pro každodenní používání; anebo propracovanější, z lepších látek, např. brokátu, s lepším zdobením, prošíváním apod. Ty pak byly pro vzácnější události.
Byl nošen rolnickými ženami a dívkami ve středních a severních částech Ruska až do 20. století. Rusky z vyšší a střední třídy, s výjimkou kokošníků (tradičních ruských čepců), je přestaly coby dvorní šaty nosit už v 18. století, během modernizace Ruska Petrem Velikým (ale i předtím se styl odívání ruských aristokratů od obyčejných Rusů podstatně lišil). Prosté sarafány se stále navrhují a nosí po dobu léta jako lehký oděv, bez tradiční ruské blůzy. Jsou viděny během folklórních hudebních a tanečních představení a vyráběny jako suvenýry.